# 1494년

## 연호
- 명(明) 홍치(弘治) 7년
- 일본(日本) 메이오(明応) 3년
- 후 레 왕조(後黎朝) 홍득(洪德) 25년

## 기년
- 류큐(琉球) 쇼신왕(尚真王) 18년
- 명(明) 효종 홍치제(孝宗 弘治帝) 7년
- 조선(朝鮮) 성종(成宗) 25년
- 후 레 왕조(後黎朝) 성종(聖宗) 35년

## 사건
- 6월 4일 - 에스파냐와 포르투갈 간에 토르데시야스 조약 체결
- 10월 22일 - 루도비코 스포르차가 밀라노 공작이 됨, 프랑스 샤를 8세에게 이탈리아 원정을 요청함.
- 11월 9일 - 메디치 가문이 피렌체에서 추방당하다.
- 11월 17일 - 프랑스 샤를 8세가 군대를 이끌고 이탈리아 피렌체에 입성함.
- 12월 29일 - 조선 제 10대 연산군 즉위 (음력)

## 탄생
- 9월 12일 - 프랑스의 국왕 프랑수아 1세. (~1547년)
- 11월 6일 - 오스만 트루크 제국의 10대 술탄 쉴레이만 1세. (~1566년)

### 미상
- 조선 중기의 무신 이영. (~1563년)

## 사망
- 11월 17일 - 르네상스 시대 이탈리아의 철학자 조반니 피코 델라 미란돌라. (1463년~)